# Алов Недірмамед
Надірмамед Алов (21 травня 1938) — туркменський державний і політичний діяч, дипломат.

## Біографія
Народився 21 травня 1938 року у селі Мехінли Каахинського району Ашгабатської області. У 1964 закінчив Туркменський державний університет, заочне відділення, економічний факультет.
З 1955 по 1056 — старший товарознавець Куня-Ургенчського сільського споживчого товариства.
З 1956 по 1962 — бухгалтер середньої школи Каахинського району Ашгабатської області.
З 1962 по 1976 — робота в партійних органах Компартії Туркменістану.
З 1976 по 1988 — голова Державного комітету праці Туркменської РСР в Ашгабаті.
З 1988 по 1991 — голова Державного комітету соціального забезпечення і праці Турменської РСР.
З 1991 по 1994 — міністр соціального забезпечення Турменістану.
З 1994 по 1995 — голова Державного акціонерного об'єднання «Туркменшина».
З 1995 по 1999 — Надзвичайний і Повноважний Посол Туркменістану в Києві (Україна).